# Aartgens
Allaert ou Aert Claesz (Leiden, 1489 — 1564) foi um famoso pintor flamengo, conhecido pelo pseudónimo de Arthue Claesson.
Na infância foi cardador de lã, depois dedicou-se à pintura, sob a direcção de Cornelis Engebrechtsz. O célebre pintor Floris foi a Leiden, para o conhecer e, não o encontrando, desenhou um São Lucas na parede do atelier. Quando Aartgens voltou, disse sem vacilar que o seu autor não podia ser outro senão Floris, repetindo-se assim a cena de Apeles e Protógenes. Depois de recusar uma pensão que Floris lhe oferecia e com a condição de se trasladar para Ambers, acabou por morrer afogado aos sessenta e seis anos.